# دانشکده داروسازی ارومیه
دانشکده داروسازی دانشگاه علوم پزشکی ارومیه یکی از دانشکده‌های داروسازی ایران وابسته به دانشگاه علوم پزشکی ارومیه در ارومیه است.

## تاریخچه
دانشکده داروسازی ارومیه در سال ۱۳۹۱ بنیانگذاری شد. هم‌اکنون ریاست این دانشکده را حسن ملکی‌نژاد برعهده دارد.